# The War
The War är den fjärde singeln från det amerikanska rockbandet Angels & Airwaves debutalbum, We Don't Need To Whisper.

## Låtens handling
Enligt sångaren Tom DeLonge är låten skriven i antikrigssyfte, med specifika referenser till kriget i Irak.

## Musikvideo
Den 27 oktober 2006 släppte bandet en kortfilm till låten, och i december samma år släppte bandet en livevideo. Låten har alltså aldrig fått en officiell musikvideo.

## Kuriosa
Låten är "signaturlåt" för MTVs realityprogram, "Two-A-Days", som handlar om amerikansk fotboll.